# 서울리뷰오브북스
서울리뷰오브북스는 2021년 창간된 대한민국의 서평 잡지이다.

## 역사
서울대학교 생명과학부 홍성욱 교수가 정치외교학부 김영민 교수와 함께 창간했으며, 뉴욕 리뷰 오브 북스와 런던 리뷰 오브 북스를 모델로 기존 한국의 서평들을 칭찬 일색의 주례사 서평이라고 비판하며 창간되었다. 2020년 11월  텀블벅을 통한 크라우드 펀딩으로 후원금 3000만원을 모금해 2021년 1월 창간준비호인 0호을 발간했으며, 3월 5일 창간호를 펴냈다.